# Kamishibai

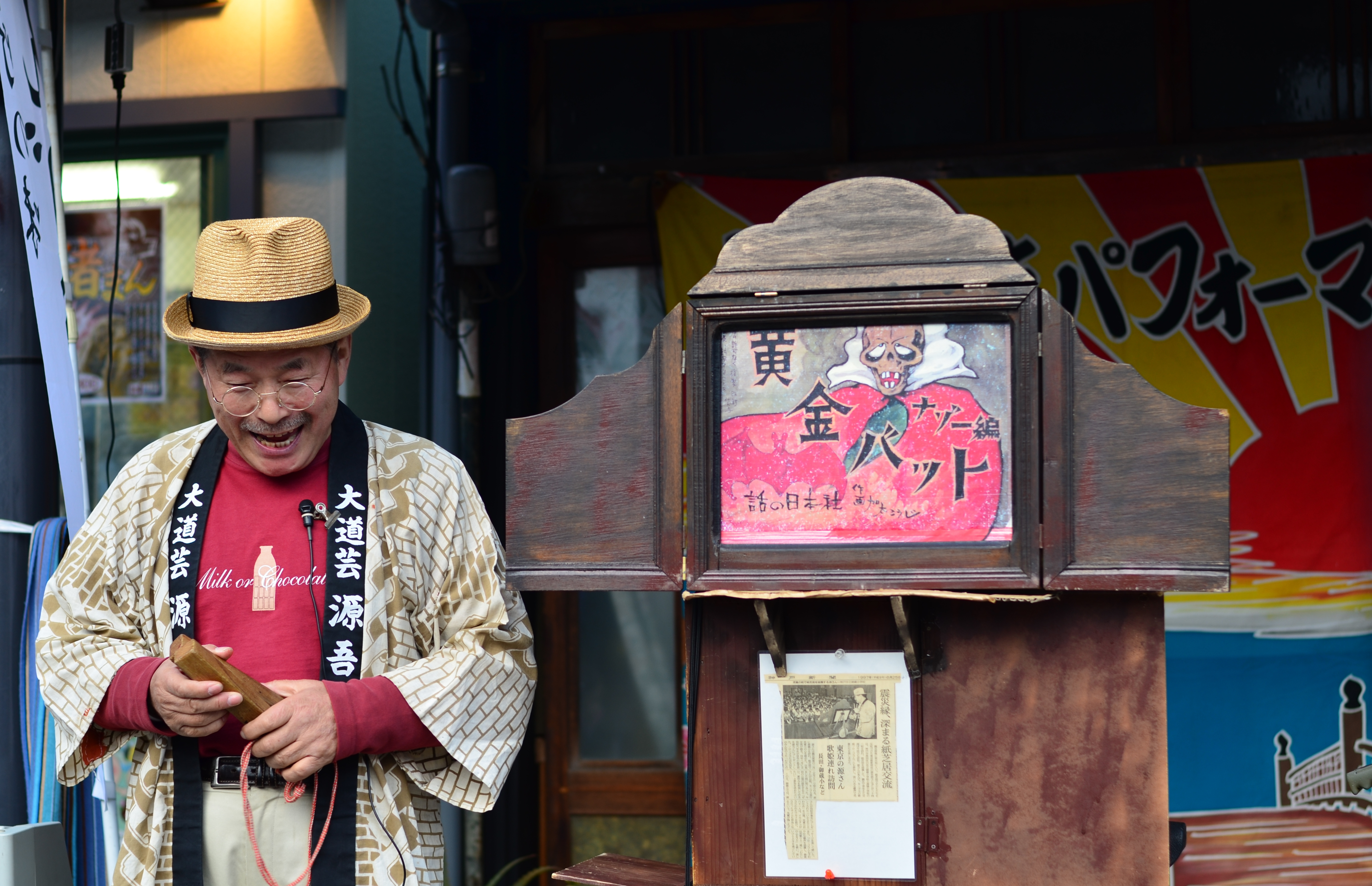
Kamishibai-artiest

Kamishibai (Japans: 紙芝居, papieren drama) is een vorm van Japans verteltheater. Kamishibai ontstond in Japanse boeddhistische tempels in de 12e eeuw. Monniken gebruikten bij Kamishibai zogeheten emaki (rolposters met een afbeelding) om verhalen te vertellen met een moraal aan een (meestal) ongeletterd publiek.